# Synchroonzwemmen op de Olympische Zomerspelen 2000 – Duet
Het onderdeel duet van het synchroonzwemmen op de Olympische Zomerspelen 2000 in Sydney vond plaats op 24 (kwalificatie) en 26 september (finale), in het Sydney International Aquatic Centre. Het goud was voor de Russische Olga Broesnikina en Maria Kisseleva en het zilver voor de Japanse Miya Tachibana en Miho Takeda en de Franse Virginie Dedieu en Myriam Lignot wonnen het brons.

## Uitslag
| Rang   | Naam                                         | Land             | Kwalificatie | Kwalificatie | Finale        | Finale        |
| Rang   | Naam                                         | Land             | Punten       | Rang         | Punten        | Rang          |
| ------ | -------------------------------------------- | ---------------- | ------------ | ------------ | ------------- | ------------- |
| Goud   | Olga Broesnikina Maria Kisseleva             | Rusland          | 99,060       | 1            | 99,580        | 1             |
| Zilver | Miya Tachibana Miho Takeda                   | Japan            | 98,260       | 2            | 98,650        | 2             |
| Brons  | Virginie Dedieu Myriam Lignot                | Frankrijk        | 97,091       | 3            | 97,437        | 3             |
| 4      | Anna Kozlova Tuesday Middaugh                | Verenigde Staten | 96,730       | 4            | 96,990        | 4             |
| 5      | Claire Carver-Dias Fanny Létourneau          | Canada           | 96,730       | 5            | 95,974        | 5             |
| 6      | Maurizia Cecconi Alessia Lucchini            | Italië           | 94,953       | 6            | 95,387        | 6             |
| 7      | Li Min Li Yuanyuan                           | China            | 94,870       | 7            | 94,784        | 7             |
| 8      | Gemma Mengual Paola Tirados                  | Spanje           | 93,826       | 8            | 94,520        | 8             |
| 9      | Erika Leal Lilian Leal                       | Mexico           | 92,717       | 9            | 92,761        | 9             |
| 10     | Madeleine Perk Belinda Schmid                | Zwitserland      | 92,083       | 11           | 92,039        | 10            |
| 11     | Jang Yoon-kyeong Yoo Na-mi                   | Zuid-Korea       | 92,130       | 10           | 91,826        | 11            |
| 12     | Carolina Moraes Isabela Moraes               | Brazilië         | 90,873       | 12           | 90,743        | 12            |
| 13     | Christina Thalassinidou Despoina Theodoridou | Griekenland      | 90,363       | 13           | Uitgeschakeld | Uitgeschakeld |
| 14     | Iryna Rudnytska Olesya Zaytseva              | Oekraïne         | 89,183       | 14           | Uitgeschakeld | Uitgeschakeld |
| 15     | Soňa Bernardová Jana Rybářová                | Tsjechië         | 88,537       | 15           | Uitgeschakeld | Uitgeschakeld |
| 16     | Irena Olevsky Naomi Young                    | Australië        | 87,007       | 16           | Uitgeschakeld | Uitgeschakeld |
| 17     | Choe Son-yong Jo Young-hui                   | Noord-Korea      | 86,071       | 17           | Uitgeschakeld | Uitgeschakeld |
| 18     | Kenia Pérez Yamisleidys Romay                | Cuba             | 85,509       | 18           | Uitgeschakeld | Uitgeschakeld |
| 19     | Khrystsina Nadezhdina Natallia Sakharuk      | Wit-Rusland      | 85,451       | 19           | Uitgeschakeld | Uitgeschakeld |
| 20     | Heba Abdel Gawad Sara Abdel Gawad            | Egypte           | 85,021       | 20           | Uitgeschakeld | Uitgeschakeld |
| 21     | Jenny Castro Virginia Ruíz                   | Venezuela        | 83,786       | 21           | Uitgeschakeld | Uitgeschakeld |
| 22     | Aliya Karimova Galina Shatnaya               | Kazachstan       | 83,374       | 22           | Uitgeschakeld | Uitgeschakeld |
| 23     | Zsuzsanna Hámori Petra Marschalkó            | Hongarije        | 81,477       | 23           | Uitgeschakeld | Uitgeschakeld |
| 24     | Lívia Allárová Lucia Allárová                | Slowakije        | 80,013       | 24           | Uitgeschakeld | Uitgeschakeld |